# Papel Periódico Ilustrado
Papel Periódico Ilustrado fue una publicación colombiana de circulación mensual editada en Bogotá, considerada como la primera publicación cultural de Colombia. Fue fundado en 1881 por el periodista y artista colombiano Alberto Urdaneta, y se convirtió en un referente de la prensa y la literatura colombiana. Estuvo activa hasta 1888, meses después del fallecimiento de su fundador en 1887.
Pese a las tendencias conservadoras de su fundador, la publicación se mantuvo apolítica, por lo que se le consideró como un medio pacifista. Igualmente destacó por contar con artistas de grabados y escritores de la época, y por ser pionera en la xilografía en Colombia.
Por su estilo, la publicación se asemeja a la revista estadounidense Time y a la revista colombiana Semana, ambas dedicadas a la actualidad y la cultura, y ambas posteriores.